# Les Braqueuses
Les Braqueuses és una pel·lícula de comèdia francesa del 1994, dirigida per Jean-Paul Salomé.

## Trama
Quatre dones joves de Montelaimar, Cécile, Bijou, Muriel i Lola, recorren a robar una botiga de sexe per ajudar a arribar a fins de mes. Malauradament, el botí de 1500 francs (230 €) no és suficient per cobrir les seves factures. Amb l'esperança d'obtenir una recompensa més gran, planifiquen acuradament un robatori a un banc. Cécile, Muriel, Bijou i Lola burlaran la policia i aconseguiran sortir amb els diners?

## Repartiment
- Catherine Jacob com a Cécile Lambardant
- Clémentine Célarié com a Bijou
- Alexandra Kazan com a Muriel
- Nanou Garcia com a Lola
- Annie Girardot com a mare de Cécile
- Jean-Claude Adelin com a Xavier
- Jacques Gamblin com a Thierry
- Laurent Spielvogel com a Monsieur Leroux
- Abbes Zahmani com el senyor Ted
- Harry Cleven com a Max
- Roland Amstutz com a Bernachon